# Eugen Pratje
Eugen Eduard Hermann Pratje (* 19. Januar 1847 in Batavia, Niederländisch-Indien, heute Jakarta, Indonesien; † unbekannt) war ein deutscher Genremaler der Düsseldorfer Schule.

## Leben
Porträt von Eugen Pratje

Amedeo Modigliani, 1915

Link zum Bild

(Bitte Urheberrechte beachten)
Pratje lebte bis 1873 in den Vereinigten Staaten. 1873 kam er nach Düsseldorf und studierte bis 1878 an der Königlich Preußischen Kunstakademie. Dort waren Andreas und Karl Müller, Heinrich Lauenstein, Eduard Gebhardt, Julius Roeting und Wilhelm Sohn seine Lehrer. Im März 1878 war Pratje auf der Großen Gemälde-Ausstellung des Kunstvereins Bremen vertreten. Von 1883 bis 1890 war er Mitglied des Künstlervereins Malkasten.
Im Jahr 1915 lebte Pratje unter kümmerlichen Bedingungen in einem Zimmer eines kleinen Hotels in der Rue Delambre 35 in Paris. Sein Zimmernachbar war dort der deutsche Maler Heinz Witte, der zu dieser Zeit mit Amedeo Modigliani befreundet war. Witte und Modigliani malten je ein Porträt des 68-jährigen Pratje und tauschten die Bilder. Das Pratje-Porträt Modiglianis tauchte im Nachlass Wittes auf.